# Anatoli Dneprov
Anatolie Petrovici Dneprov (ucraineană Анатолій Дніпров, rusă Анатолий Днепров, nume real Anatoli Petrovici Mitskevitci, n. 17 noiembrie 1919, Ekaterinoslav, RSS Ucraineană – d. 11 octombrie 1975, Moscova, RSFS Rusă, URSS) a fost un scriitor rus de origine ucraineană de literatură științifico-fantastică.

## Traduceri în limba română

### Povestiri
- „Formula nemuririi” (Формула бессмертия) a apărut în Formula nemuririi, Editura Tineretului, Colecția SF, 1967, traducere de Igor Block. Problema creșterii artificiale a ființelor vii, inclusiv a omului, are nu numai aspecte pur științifice și tehnice, ci este mai mult legată de moralitatea și etica științifică a cercetătorului.
- „Crabii mișună pe insulă” (Крабы идут по острову), Colecția „Povestiri științifico-fantastice” nr. 99.  Pe o mică insulă are loc un experiment pentru a testa teoria lui Charles Darwin. Dar animalele nu vor să evolueze, ci se auto-organizează și se reproduc ca niște mecanisme similare unor roboți "crabi".
- „Ecuațiile lui Maxwell” (Уравнение Максвелла), Colecția „Povestiri științifico-fantastice” nr. 147-149
- „Mela”, Colecția „Povestiri științifico-fantastice” nr. 148-149
- „Factorul timp” (Фактор времени), Colecția „Povestiri științifico-fantastice” nr. 171. Despre originea vieții.
- „Naufragiul” (Кораблекрушение), Colecția „Povestiri științifico-fantastice” nr. 171-172. Despre o călătorie pe Lună pentru determinare originii satelitului Pământului.
- „Experiențele profesorului Leonozov”, Colecția „Povestiri științifico-fantastice” nr. 172
- „Mumia purpurie” (Пурпурная мумия), Colecția „Povestiri științifico-fantastice” nr. 173
- „Cititorii au cuvântul”, Colecția „Povestiri științifico-fantastice” nr. 173
- „Din partea redacției”, Colecția „Povestiri științifico-fantastice” nr. 173
- „Jocul” (Игра), Colecția „Povestiri științifico-fantastice” nr. 197. Tinerilor matematicieni li s-a propus să joace jocul și, spre surprinderea tuturor, toți 1400 au fost de acord.  Jocul a avut loc pe arena mare a stadionului. Profesorul Zarubin i-a împărțit pe jucători în echipe, așezate în tribune. Timp de peste trei ore, jucătorii au transmis codul binar unul altuia. Rezultatul jocului a surprins pe toată lumea.
- „Discuție cu un agent de circulație”, Colecția „Povestiri științifico-fantastice” nr. 279

## Legături externe
- Anatoli Dneprov la FantLab.ru
- Anatoli Dneprov la Internet Speculative Fiction Database

## Vezi și
- Listă de scriitori ruși
- Listă de scriitori ucraineni
- Listă de scriitori sovietici
- Listă de autori de literatură științifico-fantastică